# Asparagus radiatus
Asparagus radiatus — вид рослин із родини холодкових (Asparagaceae).

## Біоморфологічна характеристика
Кореневищний кущ до 3 метрів заввишки. Стебла і гілки сірі, голі й круглі в перерізі. Кладодії по 6–14 разом, сплощені, 8–13 × 2 мм зворотно-яйцеподібні, звужені в основі, гострі на верхівці. Суцвіття китицеподібне, розгалужене, 50–80 мм завдовжки. Квітки по 2–4 у кожному вузлі. Листочки оцвітини білі, еліптичні, ≈ 3 × 1 мм. Ягода 7–8 мм у діаметрі.

## Середовище проживання
Ареал: Мозамбік, Свазіленд.
Населяє сухі скелясті схили ріоліту з Androstachys johnsonii.